# Фейош, Пал
Пал Фе́йош (венг. Fejős Pál, в США — Пол Фейос англ. Paul Fejos; 24 января 1897, Будапешт, Австро-Венгрия, ныне Венгрия — 23 апреля 1963, Нью-Йорк, Нью-Йорк, США) — венгерский кинорежиссёр, сценарист, художник, монтажёр и продюсер.

## Биография
Фейош родился в Будапеште в 1897 году в семье Дезире Фейош, и его жены Авроры. У него была одна старшая сестра, Ольга Фейош. Его мать происходила из аристократической итальянской семьи. Его отец был фармацевтом в Дунафёльдваре. Изучал медицину и антропологию. В 1919 году дебютировал в кино как художник. Одним из первых режиссёрских опытов стала экранизация «Пиковой дамы» А. С. Пушкина (1922). В 1927 году эмигрировал из хортистской Венгрии в США, где поставил один из первых звуковых фильмов  «Бродвей». В следующем году поставил фильм «Одиночество», отмеченный экспериментами в области операторского искусства и монтажа, в связи с чем историк кино Жорж Садуль относит его к авангарду: «Непосредственность и особая прелесть подняли этот фильм над уровнем обычной зарисовки или банального очерка о быте и нравах». Работал также в Австрии, Франции (где в 1931 году снял первую звуковую версию фильма «Фантомас»), Дании, Швеции и даже в Перу. По заказу французской фирмы поставил в Венгрии картину «Весенний ливень» (1932), который имел и собственно французскую версию «Мария, венгерская легенда». Несмотря на столь обширную киногеографию после 1941 года в кино не работал.
Был женат на актрисе Маре Янковски (венг. Jankovszky Mara).

## Избранная фильмография

### Режиссёр
- 1920 — Пан / Pán (по Кнуту Гамсуну)
- 1921 — Чёрный капитан / Fekete kapitány
- 1921 — Преступление лорда Артура Севила / Lidércnyomás (по Оскару Уайльду)
- 1923 — Звёзды Эгера / Egri csillagok (по Гезе Гардоньи)
- 1927 — Последнее превращение[2] / The Last Performance
- 1928 — Последний момент / The Last Moment
- 1928 — Одиночество / Lonesome
- 1929 — Бродвей / Broadway
- 1930 —  / Captain of the Guard
- 1930 — Король джаза / King of Jazz
- 1931 —  / Révolte dans la prison
- 1931 —  / Menschen hinter Gittern
- 1931 —  / L'amour à l'américaine
- 1932 — Фантомас / Fantômas (по Марселю Аллену и Пьеру Сувестру)
- 1932 — Весенний ливень / Tavaszi zápor
- 1933 — Мария, венгерская легенда / Marie, légende hongroise
- 1933 — Солнечный луч / Sonnenstrahl
- 1933 — Весенние голоса / Frühlingsstimmen
- 1933 — Храните улыбку / Gardez le sourire
- 1934 — Погоня за миллионом / Flugten fra millionerne
- 1935 — Золотая улыбка / Det gyldne smil
- 1935 — Узник № 1 / Fange nr. 1
- 1938 — Пригоршня риса[3] / Egy marék rizs (с Гуннаром Скуглундом[швед.])
- 1941 — Ягуар / Yagua

### Сценарист
- 1921 — Преступление лорда Артура Севила / Lidércnyomás
- 1923 — Звёзды Эгера / Egri csillagok
- 1928 — Последний момент / The Last Moment
- 1932 — Фантомас / Fantômas
- 1933 — Мария, венгерская легенда / Marie, légende hongroise
- 1933 — Солнечный луч / Sonnenstrahl
- 1933 — Храните улыбку / Gardez le sourire
- 1934 — Погоня за миллионом / Flugten fra millionerne
- 1935 — Золотая улыбка / Det gyldne smil

### Художник
- 1919 —  / Az ösasszony
- 1919 —  / A csempészkirály
- 1919 — Лилиом / Liliom
- 1920 —  / Az óhaza

### Монтажёр
- 1928 — Последний момент / The Last Moment
- 1931 — Сука / La chienne

### Продюсер
- 1933 — Солнечный луч / Sonnenstrahl